# T-Pain
Фахим Рашид Наджим (родился 30 сентября, 1985), более известный под псевдонимом T-Pain — американский рэпер, певец, продюсер и актёр. Его дебютный альбом «Rappa Ternt Sanga», был выпущен в 2005 году. В 2007 г., T-Pain выпустил свой второй студийный альбом, «Epiphany», который занял первую строку Billboard 200. Его третий студийный альбом, Thr33 Ringz, был выпущен в 2008 году. RevolveR — это четвёртый студийный альбом, гостями альбом стали Chris Brown, Lil Wayne, Pitbull, Wiz Khalifa, Ne-Yo. выпущенный 6 декабря 2011 года. В 2014 году к выходу готовится пятый студийный альбом Stoicville: The Phoenix
T-Pain является основателем лейбла Nappy Boy Entertainment, созданного в 2005 году. На протяжении всей своей карьеры певца, T-Pain широко использует Auto-Tune, коррекции голоса во время пения.

## Личная жизнь
Женат на Эмбер Наджим с 2003 года. У пары трое детей: дочь Лирик Наджим (род. 2004) и сыновья Мьюзик Наджим (род. 2007) и Кейденз Кода Наджим (род. 9 мая 2009).

## Дискография
Альбомы:
- 2005 — Rappa Ternt Sanga
- 2007 — Epiphany
- 2008 — Thr33 Ringz
- 2009 — The Instrumentals (T-Pain album) (англ.)
- 2011 — RevolveR
- 2015 — Stoicville

Микстейпы:
- 2008 — Pr33 Ringz
- 2011 — PrEVOLVEr
- 2012 — Stoic

Альбомы-саундтреки:
- 2010 — Freaknik: The Musical soundtrack

В 2013 году спел дуэтом с Сергеем Лазаревым его новый сингл Cure The Thunder.

## Фильмография
| Год  |   | Русское название | Оригинальное название | Роль           |
| ---- | - | ---------------- | --------------------- | -------------- |
| 2015 | ф | Форсаж 7         | Furious 7             | диджей (камео) |

| Год  |   | Русское название      | Оригинальное название | Роль  |
| ---- | - | --------------------- | --------------------- | ----- |
| 2018 | с | Вся правда о медведях | We Bare Bears         | камео |